# 圣马丹达巴
圣马丹达巴（法語：Saint-Martin-d'Abbat，法語發音：[sɛ̃ maʁtɛ̃ daba]）是法国卢瓦雷省的一个市镇，属于奥尔良区。

## 地名
法语人名在日常人名译名以及《世界人名翻譯大辭典》、《法语姓名译名手册》等主流人名译名类书籍资料中多译作“马丁”，不过在《世界地名翻译大辞典》、《世界地名译名词典》和《法国地图册》等主流地名译名类书籍资料中多译作“马丹”。

## 地理
圣马丹达巴（47°51'24"N, 2°16'6"E）面积38.97 平方千米，位于法国中央-卢瓦尔河谷大区卢瓦雷省，该省份为法国中北部省份，北起埃松省，西北接厄尔-卢瓦省，西南接卢瓦-谢尔省，南至涅夫勒省和谢尔省，东临约讷省，东北接塞纳-马恩省。
与圣马丹达巴接壤的市镇（或旧市镇、城区）包括：维特里欧洛日、布济拉福雷、卢瓦尔河畔新堡、沙特努瓦、热尔米尼德普雷、卢瓦尔河畔圣伯努瓦、叙里欧布瓦、布赖-圣艾尼昂。
圣马丹达巴的时区为UTC+01:00、UTC+02:00（夏令时）。

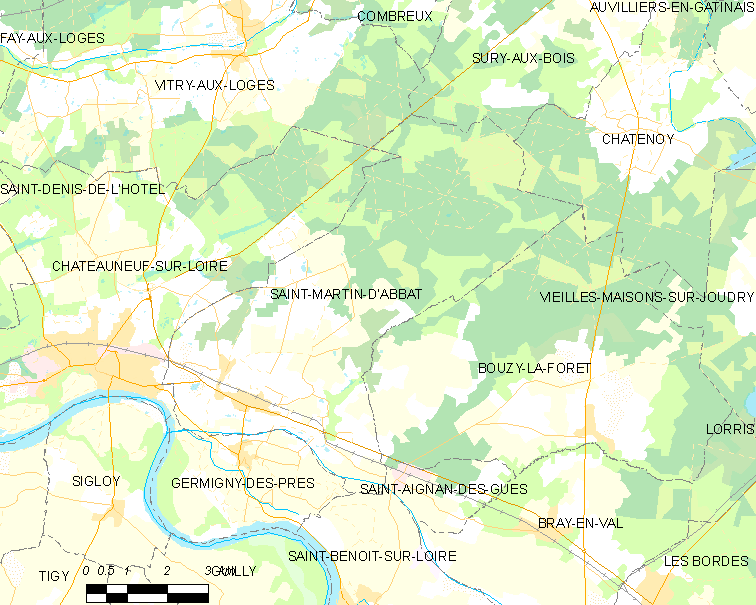
圣马丹达巴的OSM定位图

## 行政
圣马丹达巴的邮政编码为45110，INSEE市镇编码为45290。

## 政治
圣马丹达巴所属的省级选区为卢瓦尔河畔新堡县。

## 人口

1962-2008年间圣马丹达巴人口变化图示

圣马丹达巴于2022年1月1日时的人口数量为1825人。

## 友好城市
- 德龙省 欧特里沃